# ジュール・ルナール
ジュール・ルナール（Jules Renard、1864年2月22日 - 1910年5月22日）は、フランスの小説家、詩人、劇作家。その小説『にんじん』は有名。簡素で日常的な言葉を使いつつも、鋭い観察力から様々な優れた作品が生み出された。

## その生涯
1864年にマイエンヌ県シャロン＝デュ＝メーヌに生まれる。父親のフランソワ・ルナールは地元の役人であった。生後すぐにルナール一家の故郷であるレミーヌ村に戻る。17歳の時にパリに出て4区のリセ・シャルルマーニュに入る。高等師範学校を目指すも、成績が振るわなかった上、文学や演劇、ジャーナリズムなどに興味を持ちはじめたため、進学を断念しパリで創作活動の道を進む。1886年に詩集『ばら』を自費出版。中途に兵役期間をはさんで詩や小説を書き始める。23歳の時に倉庫会社の書記になったが、すぐに解雇された。ガルブラン夫妻とこの頃に知りあい、夫妻は経済的に苦しかったルナールを支援した。1888年、24歳の時にマリー・モルノーと結婚。1889年に文芸雑誌『メルキュール・ド・フランス』（Mercure de France）の創刊に尽力、ここで多くの詩や物語、評論を載せて次第にルナールの知名度が上がってくる。やがて、多くの雑誌や新聞にも作品を投稿するようになり、他の作家との交流も始まる。1892年に『根なしかずら』を発表。ロートレックやアナトール・フランスなどを知る。1894年に『ぶどう畑のぶどう作り』『にんじん』を発表。1895年にはショーモ村に古い農家を買い入れて「ラ・グロリエット荘」と命名、毎年春から秋までをここで過ごす。1896年に『博物誌』『愛人』をリリース。1897年には散文劇『別れもたのし』を上演。この劇は大成功を収め、一躍ルナールは一流作家の仲間入りを果たした。しかし、1897年には父親が病を苦に猟銃自殺を果たし衝撃を受けた。翌年に『別れもたのし』は出版された。やがて政治にも興味を持つようになり、社会主義的な傾向が現れる。1898年に『パンの日々』と『牧歌』を出版。
その後、父親が村長を務めていたシトリー村の村長になる。1900年、レジオンドヌール勲章シュヴァリエを授与され、1907年にアカデミー・ゴンクールの会員に選出された。
1909年に『信心狂いの女』を発表するが、既に高血圧と動脈硬化が激しく、健康は悪化の一途をたどっていた。1910年に動脈硬化症により死去。46歳だった。ニエーヴル県シトリー＝レ＝ミーヌ墓地に埋葬された。
また、日々ルナールがつけていた日記が『ルナールの日記』として死後出版され、日記文学として認められている。

## 作品
- 『村の犯罪』(1888年) Crime de village
- 『にんじん』(1894年) Poil de Carotte
1932年に映画化 監督：ジュリアン・デュヴィヴィエ 日本公開：1934年
2000年にはフランス制作のアニメがBS2の衛星アニメ劇場で放送された。
- 『ブドウ畑のブドウ作り』(1894年) Vigneron dans sa vigne
- 『博物誌』(1896年) Histoires naturelles
岸田國士訳 白水社 1939、新版1990、新潮文庫 改版2001
大久保洋訳 1981 講談社文庫
辻昶訳 1998 岩波文庫
モーリス・ラヴェルが同作による歌曲集を1906年に作曲しているが、初演に立ち会ったルナール自身は困惑した。
- 『別れも愉し』(1897年) Le plaisir de rompre
- 『日々の糧』(1898年) Le pain de ménageなど

翻訳
- 日本語訳は岸田國士訳版の『にんじん』、『ぶどう畑のぶどう作り』(各・岩波文庫)、『博物誌』(新潮文庫)が著名で、戦前に『ルナール日記』も訳している(白水社 全7巻)
- 『葡萄畑の葡萄作り』岸田國士訳 春陽堂 1924　のち岩波文庫
- 『別れも愉し』岸田國士訳 春陽堂 1925　のち岩波文庫
- 『赤毛』山田珠樹訳 春陽堂 1926
- 『ヴェルネ氏』梅原緬蔵訳 健文社 1927
- 『明るい眼』高木佑一郎訳 白水社 1934
- 『田園手帖』広瀬哲士・中村喜久夫訳 金星堂 1934
- 『ねなしかづら』高木佑一郎訳 白水社 1937
- 『ルナアルの言葉』内藤濯訳 錬金社 1961
- 『ジュール・ルナール全集』全16巻 柏木隆雄・住谷裕文編 臨川書店 1994‐1999
第1巻：村の犯罪 /大竹仁子訳 わらじむし /吾妻修訳
第2巻：薄ら笑い /北村卓訳 ねなしかずら /柏木隆雄訳
第3巻：カンテラ・にんじん /佃裕文訳
第4巻：怪鳥 / 和田章男訳 葡萄畑の葡萄作り/ 柏木隆雄訳
第5巻：博物誌・田園詩 / 佃裕文訳
第6巻：愛人 /北村卓訳 村の無骨な仲間たち・ラゴット/柏木隆雄, 寺本成彦共訳
第7巻：詩集,X…,明るい眼 / 小山俊輔訳
第8巻：戯曲集 1 / 柏木隆雄 [ほか]訳 結婚の申し込み.別れも愉し.日々のパン.ヴェルネ氏.田舎で一週間
第9巻：戯曲集 2 ローズのいとこ・信心狂いの女 柏木隆雄、松田和之訳 演劇評論 芸術劇場 ほか 金崎春幸、松田和之訳
第10巻：文学政治論集 / 佃裕文 [ほか]訳
第11巻：日記 1 / 佃裕文, ジロー・ジャン=ピエール訳
第12巻：日記 2 / 佃裕文, ジロー・ジャン=ピエール訳
第13巻：日記 3 / 打田素之 ほか訳
第14巻：日記 4 / 柏木隆雄 ほか]訳
第15巻：日記 5 / 打田素之 ほか訳
第16巻：書簡選・年譜・日記索引 / 柏木隆雄 [ほか]訳